# Hildegun Riise
Hildegun Riise (Strandebarm, 19 de dezembro de 1958) é uma atriz norueguesa. Em 2001 ela recebeu o Prêmio Amanda de melhor atriz por sua atuação no filme Detector.

## Filmografia parcial
- 1986/1989: Eventyrstund med Janosch (TV) como Narradora
- 1990: Landstrykere como Senhorita Ellingsen
- 1991: For dagene er onde como Kjersti
- 1992: Giftige løgner como Åsa
- 1992: Flaggermusvinger como Gertrud[3]
- 1994: Vestavind (TV) como Agnes
- 1996: Søndagsengler como Sra. Tunheim[4][5][6][7]
- 2000: Detektor como Mãe de Daniel
- 2001: Det største i verden como Mãe de Petra
- 2002: Himmelfall como Vigdis[8]
- 2004: Min misunnelige frisør como Susie
- 2006: Sejer – Svarte sekunder (TV) como Ruth
- 2006: Kjøter (TV)
- 2008: De gales hus como o Anjo
- 2014: Kraftidioten como Gudrun Dickman
- 2014: 1001 Gram como Wenche[9]
- 2015: Kampen for tilværelsen (TV)